# 부산광역시여성문화회관
부산광역시여성문화회관(釜山廣域市女性文化會館)은 일반여성들의 문화활동과 여가선용 여성상담사업 등 여성의 자질향상과 다양한 생활정보 교환에 관한 사무를 분장하는 부산광역시청의 사업소이다. 관장은 지방서기관으로 보한다.

## 설치 근거 및 소관 사무

### 설치 근거
- 「부산광역시 행정기구 설치 조례」 제29조제1항[2]

### 소관 사무
- 여성의 건전문화생활 지도 및 교육에 관한 사항
- 여성문제 상담·지도 및 여성자원봉사에 관한 사항
- 여성단체 육성을 위한 지도와 협력에 관한 사항
- 기타 부산광역시여성문화회관의 시설대여 및 여성의 복지증진에 관한 사항

## 연혁
- 1992년 10월 8일: 부산직할시여성문화회관 설치.[3]
- 1995년 1월 10일: 부산광역시여성문화회관으로 개편.[4]
- 2006년 10월: 결혼 이민자가족 지원센터 개소.
- 2008년 1월: 여성창업지원센터 개소.
- 2013년 1월: 부산광역시일지원본부 개소.

## 조직

### 관장
- 관리팀[5]
- 교육복지팀[6]